# كرايغ باومان
كرايغ باومان (بالإنجليزية: Craig Baumann)‏ هو سياسي أسترالي، ولد في 30 أبريل 1953. حزبياً، نشط في الحزب الليبرالي الأسترالي. وقد انتخب عضو الجمعية التشريعية نيو ساوث ويلز.